# Friona
Friona è un comune degli Stati Uniti d'America, situato in Texas, nella contea di Parmer.